# Denis Carey
Pour les articles homonymes, voir Carey.
Denis Carey est un acteur britannique né le 3 août 1909 à Londres (Royaume-Uni), décédé le 28 septembre 1986 à Londres (Royaume-Uni).

## Filmographie
- 1948 : Les Chaussons rouges (The Red Shoes) : Dancer
- 1949 : Children of Chance de Luigi Zampa
- 1949 : La Reine des cartes (The Queen of Spades) : Dancer
- 1955 : Oh ! Rosalinda ! : Dancer
- 1967 : Champion House (série TV) : Fred Fairlie
- 1968 : Prince noir (série TV) : Mr Ryder
- 1971 : Elizabeth R ("Elizabeth R") (feuilleton TV) : Dr. Burcot
- 1971 : Psychomania : Coroner's Assistant
- 1973 : Chacal (The Day of the Jackal) : Casson
- 1976 : Moi Claude empereur ("I, Claudius") (feuilleton TV) : Livy
- 1977 : Marie Curie (feuilleton TV) : Professor Sklodowski
- 1979 : Testament of Youth (feuilleton TV) : Dean of Hertford
- 1981 : Doctor Who épisode « The Keeper of Traken » Le Gardien (4 épisodes)
- 1982 : Stalky & Co. (feuilleton TV) : Col. Dabney
- 1982 : The Barchester Chronicles (feuilleton TV) : Skulpit
- 1985 : Doctor Who épisode « Timelash » Le Vieil homme (2 épisodes)
- 1985 : Lamb : Mr. Lamb
- 1992 : Doctor Who: Shada (vidéo) : Professor Chronotis